# Мірабіліт

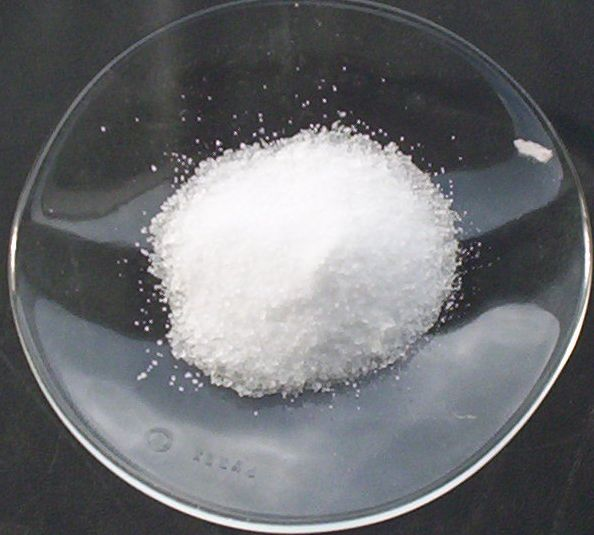
Мірабіліт

Мірабіліт (глауберова сіль) (рос. мирабилит; англ. mirabilis, mirabilite; англ. Glauber`s salt; нім. Mirabilit m, Glaubersalz n) — мінерал класу сульфатів, водний сульфат натрію. Мірабіліт — поширений мінерал соляних відкладів.
Інші назви: Sal glauberi, сибірська сіль, гуджир, сірчанокислий натр, рейсин, глауберова сіль.

## Етимологія та історія
Назва походить від латинської назви «sal mirabilis», що означає щось на кшталт «дивовижна сіль». Німецький хімік Йоганн Рудольф Глаубер (1604—1670) обрав цю назву, коли в 1626 році під час аналізу мінеральної води виявив невідому сіль із проносною дією. У 1658 році він також зміг штучно виробляти сіль шляхом взаємодії кухонної солі з сірчаною кислотою. Після відкриття природного сульфату натрію австрійський геолог, мінералог Вільгельм Гайдінгер назвав новий мінерал у 1845 р. мірабілітом.
Відкриття глауберової солі датоване зимою 1626 року і безпосередньо пов'язане з перенесеною в 1625 році Й. Глаубером хворобою — епідемічним висипним тифом, у той час іменованого «угорською гарячкою». От як сам Йоганн Глаубер описував це:
|  | Трохи відійшовши від хвороби, я прибув в Неаполіс (латинізована назва Нойштадта, по-німецьки — «нового міста»; він розташований за 25 км на південний схід від Бонна). Там у мене знову почалися напади, і я повинен був залишитися в цьому місті. Хвороба настільки ослабила мій шлунок, що він не міг ні приймати, ні переварювати ніяку їжу. Місцеві жителі порадили мені піти до джерела, що знаходиться поблизу виноградника за годину ходьби від міста. Вони сказали, що вода джерела поверне мені апетит. Послухавшись їхньої поради, я узяв із собою великий шматок хліба; мені сказали, що я усього його з'їм, але я мало вірив у те, що це мені якось допоможе. Прийшовши до джерела, я намочив хлібний м'якиш у воді і з'їв його — причому з великим задоволенням, хоча перед цим не міг дивитися без огиди на найвишуканіші ласощі. Узявши кірку, що залишилася від хліба, я зачерпнув нею води з джерела і випив її. Це настільки додало мені апетиту, що врешті-решт я з'їв і «чашку» з хліба, якою черпав воду. Додому я повернувся значно окріплим і поділився своїми враженнями з сусідами. Я відчував, що якщо і далі лікуватимуся цією водою, функції мого шлунку повністю відновляться. Я запитав, що це за вода. Мені сказали, що в ній міститься селітра, у що тоді, не будучи досвідченим в подібних питаннях, я повірив. |

Йоганн Глаубер зацікавився хімічним складом води джерела і присвятив цьому вивченню всю наступну зиму. Він подружився з місцевим аптекарем Айснером і використовував його лабораторію для дослідів. В ході досліджень він випаровував мінеральну воду й аналізував осад. Замість селітри в осаді виявилась раніше невідома сіль, яку він назвав «чудовою», — по-латині «sal mirabile». Тож назва природного мінералу мірабіліту походить саме від цієї латинської назви.
Через багато років, в 1648 році, Глаубер проводив досліди з кислотами, а точніше отримував соляну кислоту шляхом нагрівання звичайної кам'яної соли з сірчаною кислотою. При слабкому нагріванні йшла реакція утворення гідросульфату натрію:
NaCl + H2SO4 → NaHSO4 + HCl
а при сильному — сульфату натрію:
2NaCl + H2SO4 → Na2SO4 + 2HCl
Яким же було здивування Глаубера, коли він виявив, що великі прозорі кристали, які випали в осад, виявилися тією самою «чудовою сіллю», з якою він познайомився в молодості. Внаслідок цього однією реакцією Глаубер відкрив і спосіб отримання соляної кислоти, і синтез сульфату натрію.

## Загальний опис
Хімічна формула: — Na2[SO4]·10H2O. Містить (%): Na2O — 19,24; SO3 — 24,85; H2O — 55,91. Як домішки зрідка відмічаються К, Mg, CI.
Окрім самої десятиводної глауберової солі відомі ромбічні кристали семиводного кристалогідрату Na2SO4•7H2O й одноводна сіль Na2SO4•H2O.
Сингонія моноклінна.
Спайність досконала в одному напрямі.
Форми виділення — землисті й порошкуваті агрегати, нальоти, кірочки.
Кристали рідкісні.
Густина 1,46–1,49, твердість — 1,5–2. Білий і прозорий. Блиск скляний. Крихкий.
Має гіркий солоний смак і тане на язику. Не має запаху. Добре розчиняється у воді. Не горить, у вогні не тріщить. При тривалому знаходженні на повітрі або нагріванні вивітрюється (випаровується) і втрачає масу. При повному вивітрюванні стає звичайним сульфатом натрію — порошком білого кольору.
Мірабіліт — типовий осадовий хемогенний мінерал, кристалізується зазвичай з розсолів озерного або морського походження при температурі нижче 32,5–(20–25) °C, а в розчинах, насичених NaCl, — при температурі менше ніж 18 °C. Зустрічається зазвичай в солончаках, пляжах і солоних озерах, де осадження може бути сезонним, рідко в печерах і лавових трубах; у вулканічних фумаролах.
Асоціація: гіпс, тенардит, галіт, трона, глауберит, афтиталіт, бльодит, епсоміт.

## Розповсюдження
Знайдений в Австрії, в Галляйні, Гальштат та Ішль. В Італії, на Везувії, і в Кампі Флегрей, поблизу Неаполя, Кампанія; на острові Вулькано, Ліпарські острови. У Салар-де-Пінтадос, поблизу Ла-Гуайки, пустелі Атакама, Тарапака, і в Чукікамата, Антофагаста, Чилі. У США, на Сода-Лейк, Сан-Луїс-Обіспо, і в озері Серлз, Сан-Бернардіно, Каліфорнія; вздовж Великого Солоного озера, Девіс Ко, Юта; на озері Лусеро, на захід від Вальмонта, Нью-Мексико; навколо озер Дауні та Union Pacific, Олбані Ко, Вайомінг; в Мамонтовій печері, на південному заході центрального Кентуккі.
На території України є в озерах Кримського півострова та на Передкарпатті.
Великі родовища мірабіліту — Кара-Богаз-Гол (Туркменістан), де мірабіліт асоціює з тенардитом, астраханітом, гіпсом і галітом; Велике Солоне озеро, шт. Юта (США), родовища в Мексиці і Аргентині. Мірабіліт часто зустрічається в Антарктиді.
Поклади близько 100 млн тонн мірабіліту виявлено поблизу провінції Саскачеван в центральній частині Канади.
У XIX столітті мірабіліт був виявлений у Грузії за 30 км від р. Тбілісі. Ці поклади були висохлим солоним озером площею близько 55 000 м². Пласт мірабіліту завтовшки близько 5 метрів був зверху покритий пластом піщаної глини завтовшки від 30 см до 4,5 м.
У зимовий час, в період приблизно з 20 листопада по 15 березня, коли температура води Каспійського моря опускається до 5,5–6 °C, мірабіліт випадає у великих кількостях з вод затоки Кара-Богаз-Гол в Туркменістані, осідаючи безбарвними кристалами на дні й берегах затоки. Мірабіліт також міститься в озері Кучук в Західного Сибіру, в соляних озерах Томської області.
У інших родовищах, наприклад, в Каліфорнії (США), Сицилії (Італія), Німеччини, у Великому Маліновському озері (Астраханська область, Росія), мірабіліт зустрічається з домішками інших мінералів — астраханіту Na2Mg(SO4)2·4H2O, левеїту Na2Mg(SO4)2·2,5H2O, вантгоффіту Na6Mg(SO4)4, глаубериту Na2Ca(SO4)2, глазериту Na2K6(SO4)4.
У розчиненому вигляді глауберова сіль в значній кількості присутня в морській воді й в багатьох мінеральних водах, наприклад, курортів Карлові Вари в Чехії і Марієнбад в Австрії. Карловарська сіль, що отримується з мінеральних вод Карлових Вар на 44 % складається з сульфату натрію (глауберової солі), на 36 % з гідрокарбонату натрію (харчової соди), на 18 % з хлориду натрію (кухонної солі) і на 2 % з сульфату калію.
Також мірабіліт зустрічається у вигляді нальоту і кірок на покладах гіпсу і кам'яної солі.
Дуже рідко в природі зустрічається безводний сульфат натрію — мінерал тенардит, названий на честь французького хіміка Л. Ж. Тенара. Для його збереження в безводому вигляді необхідні посушливі пустельні зони. Тому такі поклади виявлені в Чилі, в Центральній Азії, в штаті Аризона (США), а також в Іспанії в долині річки Ебро.

## Хімічні властивості й застосування
Утворюється внаслідок дії сірчаної кислоти на хлорид натрію.
Використовують у хімічній і скляній промисловості, медицині.